# Alpensneeuwhoen
Het alpensneeuwhoen (Lagopus muta) is een vogel uit de onderfamilie der ruigpoothoenders (Tetraoninae). De soort komt voor in hooggebergten en gebieden met een toendraklimaat. Het alpensneeuwhoen is een niet-trekkende soort, maar seizoensgebonden verplaatsingen over korte afstanden komen voor.

## Kenmerken
Het alpensneeuwhoen is iets kleiner dan het verwante moerassneeuwhoen (Lagopus lagopus). Het Spitsbergensneeuwhoen (Lagopus muta hyperborea), een ondersoort van het alpensneeuwhoen, is echter groter en zwaarder dan de moerassneeuwhoenders en alpensneeuwhoenders van het vasteland. Het verenkleed is in de winter sneeuwwit en heeft een korte, zwarte staart. Volwassen mannetjes hebben in de lente een donker grijsbruin verenkleed met golvende of kronkelende donkere markeringen. De buik, vleugels en delen van de flanken zijn wit. De rode wenkbrauwstreep is in deze periode opgezwollen. Het mannetje in zomerkleed is bleekgrijs, maar behoudt zijn witte buik en bovenvleugels. De vrouwtjes zijn in de lente en zomer grover gebandeerd dan het mannetje, en heeft een goudgele in plaats van grijze tint. Het mannetje is ook van het vrouwtje te onderscheiden door de zwarte streep die van het oog naar de snavel loopt. Bij het vrouwtje ontbreekt de zwarte streep.

## Leefwijze
Hun voedsel bestaat uit bladeren, bloemen, bessen, zaden van planten en uit knoppen en katjes van berken of knoppen en twijgen van wilgen. Naast plantaardige materialen eten de kuikens ook insecten. Ze graven zelfs gangen onder de sneeuw om aan voedsel te komen.

## Voortplanting
Het nest wordt in een ondiep kuiltje gebouwd en bestaat uit plantaardige materialen, zoals grassen, twijgjes en bladeren, met een toevoeging van enkele veertjes. Het nest ligt meestal in een open gebied tegen een grote rots of struik. Eieren worden normaal gesproken vanaf juni gelegd, maar regionale variatie is mogelijk. In Schotland worden de eieren al vanaf midden mei gelegd en op Spitsbergen begint de leg pas vanaf midden juni. Het legsel bestaat uit vijf tot acht (soms twaalf), crèmekleurige eieren met donkere vlekken. Deze worden gedurende 21 à 24 dagen door het vrouwtje geïncubeerd. Dankzij haar verenkleed is ze goed gecamoufleerd.

## Verspreiding en ondersoorten
Het alpensneeuwhoen komt binnen Europa voor in de Alpen, Pyreneeën, Scandinavisch Hoogland, Schotland, IJsland, Spitsbergen, Frans Jozefland en het Oeralgebergte. Hierbuiten komt de soort voor in Noord-Siberië, het noorden van Canada, Groenland, Alaska, Aleoeten, delen van Japan, het Zuid-Siberisch Gebergte en het Pamirgebergte.
Van het alpensneeuwhoen worden 23 ondersoorten onderscheiden:
- L. m. muta: van het Scandinavisch hoogland tot het Kolaschiereiland.
- L. m. millaisi: Schotland.
- L. m. helvetica: Alpen.
- L. m. pyrenaica: centrale en oostelijke Pyreneeën.
- L. m. pleskei: Noord-Siberië
- L. m. nadezdae: het zuiden van Siberië en het noorden van Mongolië.[6]
- L. m. gerasimovi: Karaginski-eiland.
- L. m. ridgwayi: Komandorski-eilanden.
- L. m. kurilensis: Koerilen.
- L. m. japonica: Honshu.
- L. m. evermanni: Attu.
- L. m. townsendi: Kiska, Amchitka, Little Siskin en de Rat eilanden.
- L. m. atkhensis: de eilanden Tanaga, Adak en Atka (westelijke en centrale Aleoeten).
- L. m. yunaskensis: het eiland Yunaska in het centraal gelegen deel van de Aleoeten.
- L. m. nelsoni: de eilanden Unimak en Unalaska (oostelijke Aleoeten) en zuidelijk Alaska.
- L. m. dixoni: de eilanden van de Glacier Bay en zuidoostelijk Alaska.
- L. m. rupestris: noordelijke deel van Noord-Amerika.
- L. m. welchi: Newfoundland.
- L. m. saturata: noordwesten van Groenland.
- L. m. macruros: noordoosten van Groenland.
- L. m. reinhardi: zuidelijk Groenland.
- L. m. hyperborea (Spitsbergensneeuwhoen): Spitsbergen en Franz Josefland.
- L. m. islandorum (IJslands alpensneeuwhoen):[7]

## Natuurlijke vijanden
Afhankelijk van hun verspreidingsgebied behoren de steenarend (Aquila chrysaetos), giervalk (Falco rusticolus), grote burgemeester (Larus hyperboreus), kleine jager (Stercorarius parasiticus) of poolvos (Alopex lagopus) tot de belangrijkste natuurlijke vijanden. De steenarend is zelfs in staat het alpensneeuwhoen te zien tegen een sneeuwachtergrond, wanneer de soort zijn winterkleed heeft.

## Status
De totale populatie is in 2015 geschat op 5-25 miljoen volwassen vogels. De soort wordt niet in zijn voortbestaan bedreigd en staat op de Rode Lijst van de IUCN geclassificeerd als niet bedreigd. Op de Europese Rode Lijst worden twee inschalingen gemaakt. Binnen het Europese continent staat de soort te boek als gevoelig en binnen de landen van de Europese Unie is de soort geclassificeerd als kwetsbaar. Op de EU-Vogelrichtlijn staat de soort op Annex I of Annex II, afhankelijk per lidstaat.

## Afbeeldingen

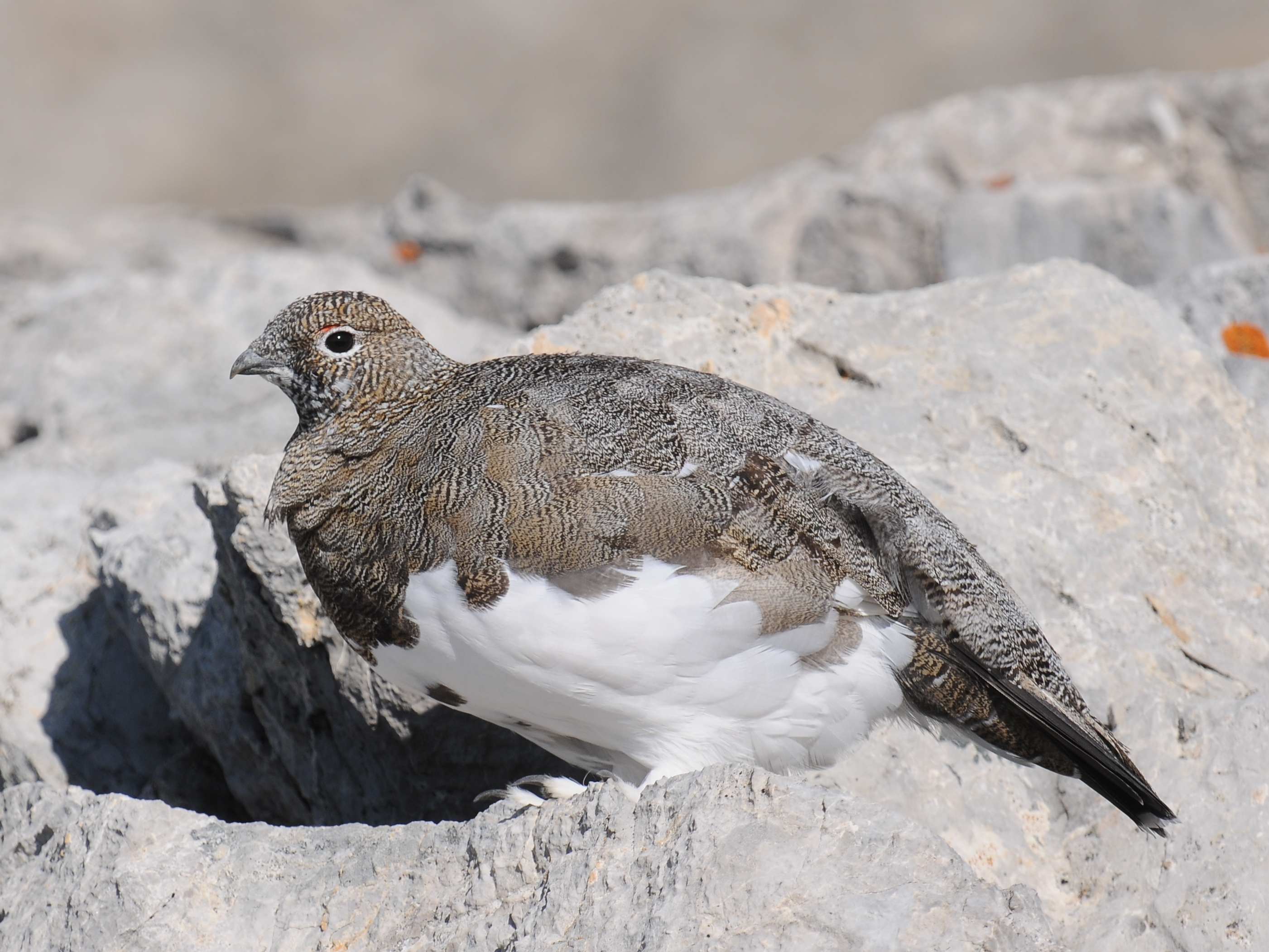
Lagopus muta helvetica, vrouwtje in zomerkleed in de Oostenrijkse Allgäuer Alpen
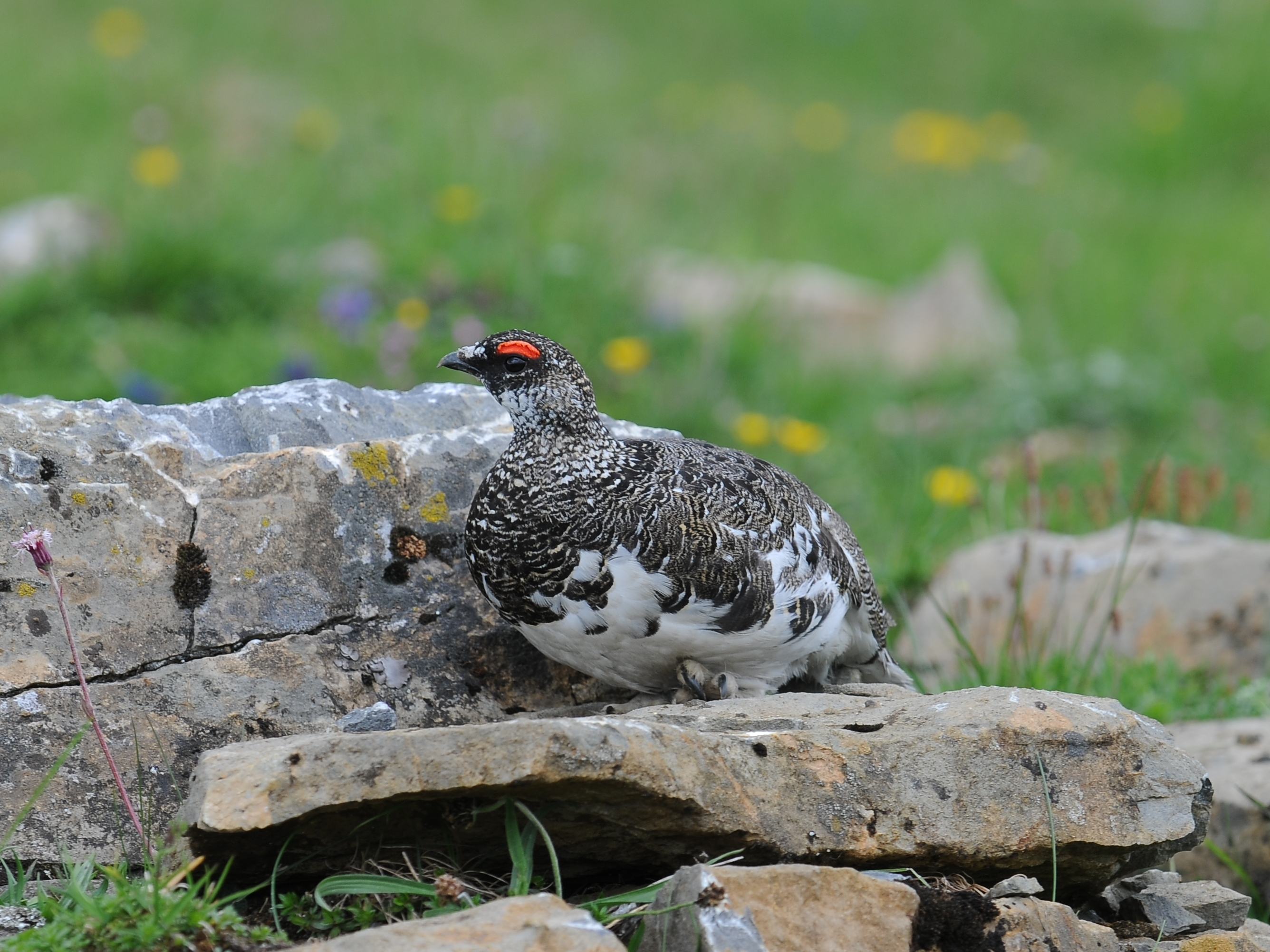
Lagopus muta helvetica, mannetje in overgangskleed van lente naar zomer
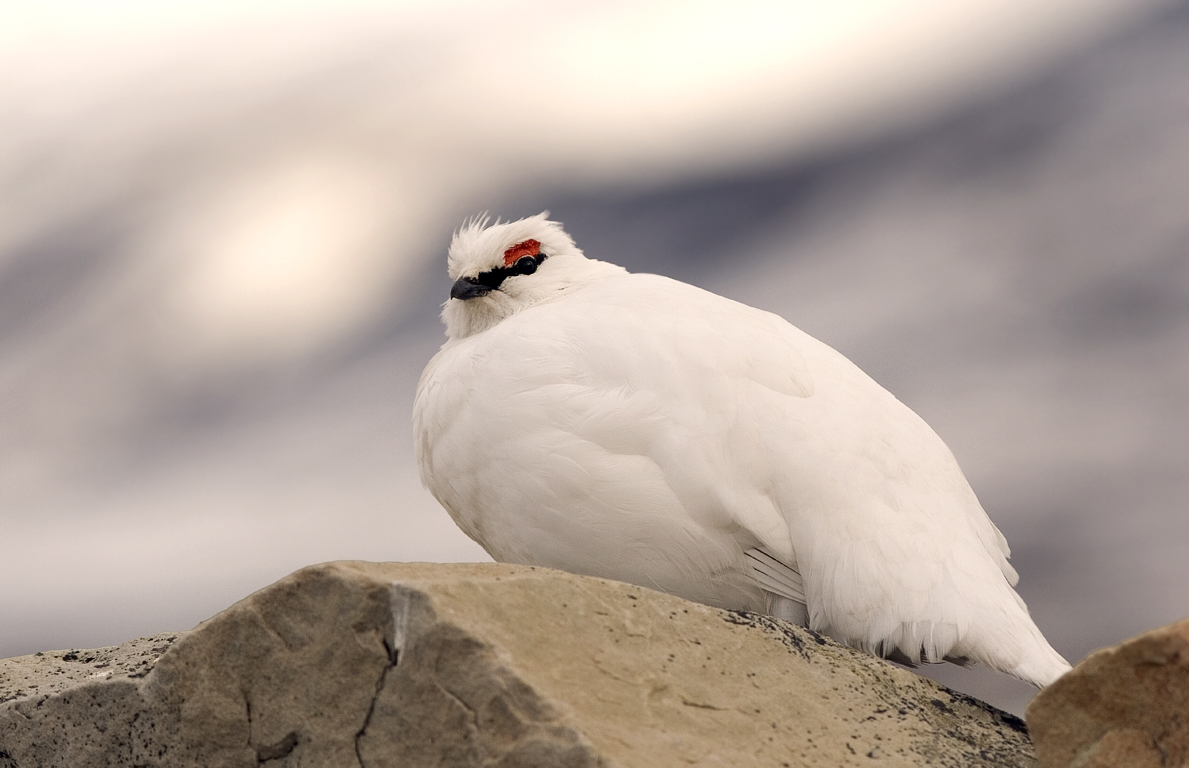
Mannelijk Spitsbergensneeuwhoen in winterkleed
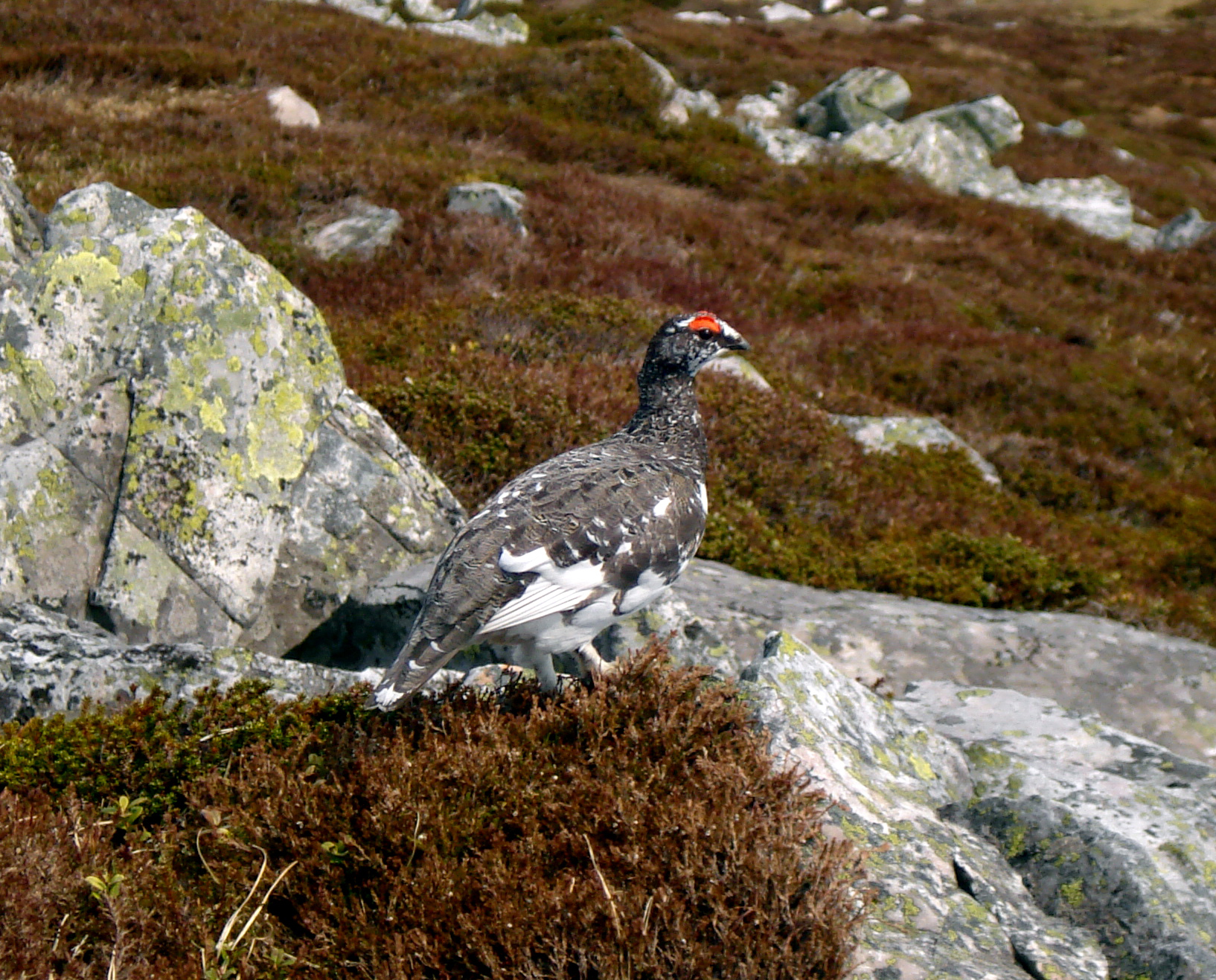
Lagopus muta millaisi, mannetje in zomerkleed op de Schotse berg Schiehallion
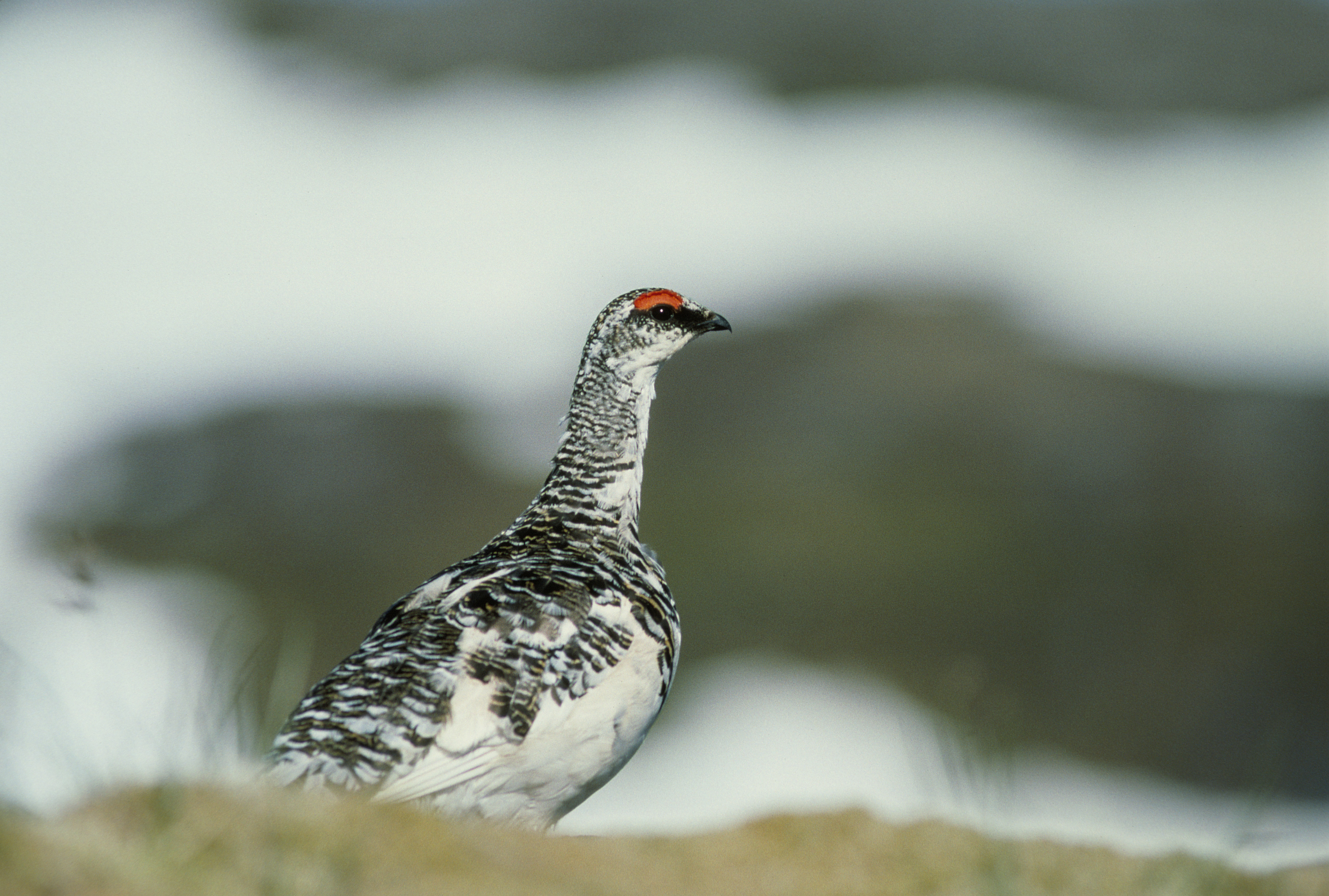
Lagopus muta rupestris in overgangskleed van lente naar zomer in Alaska
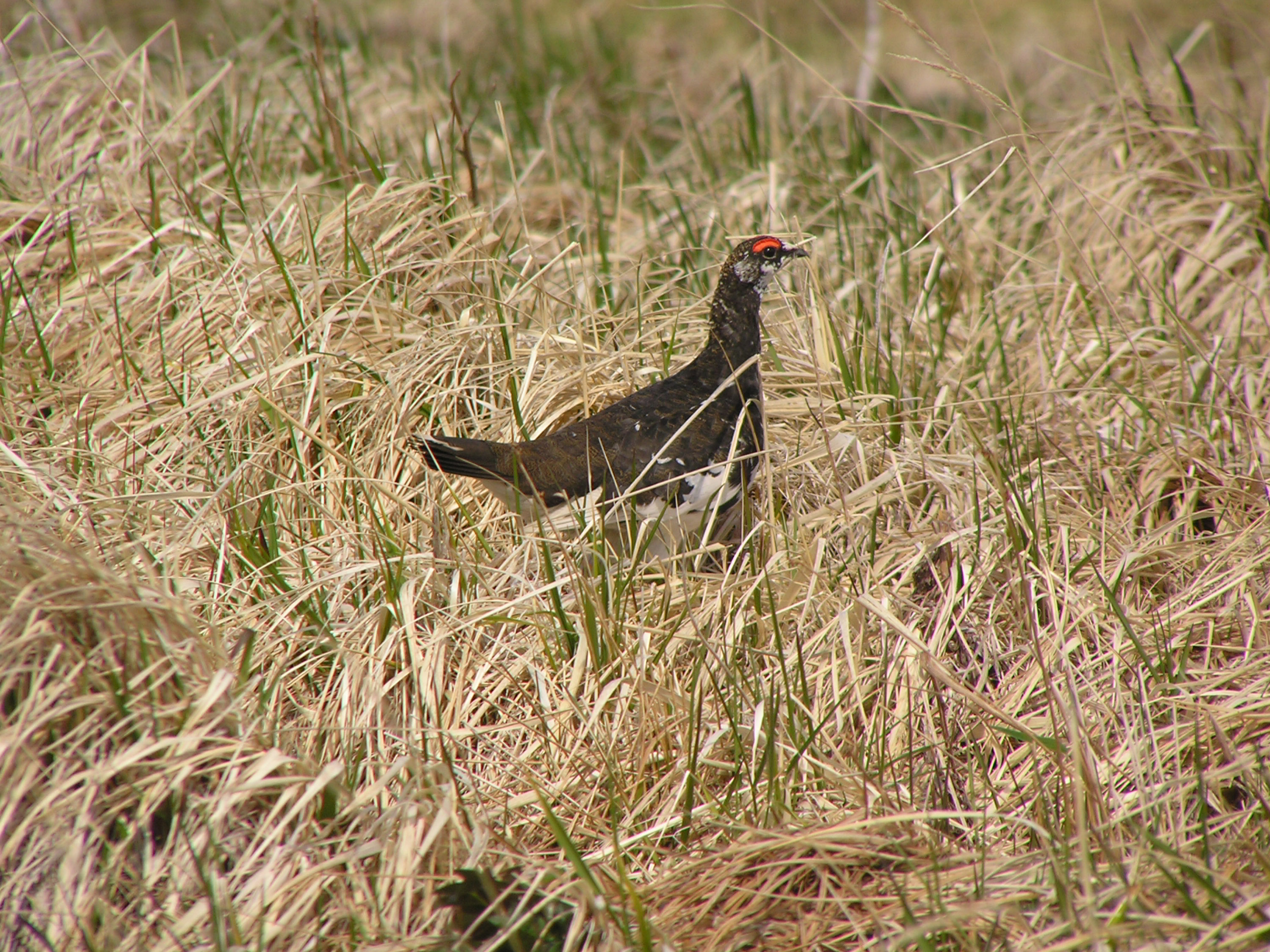
Lagopus muta evermanni, mannetje in zomerkleed op het eiland Attu
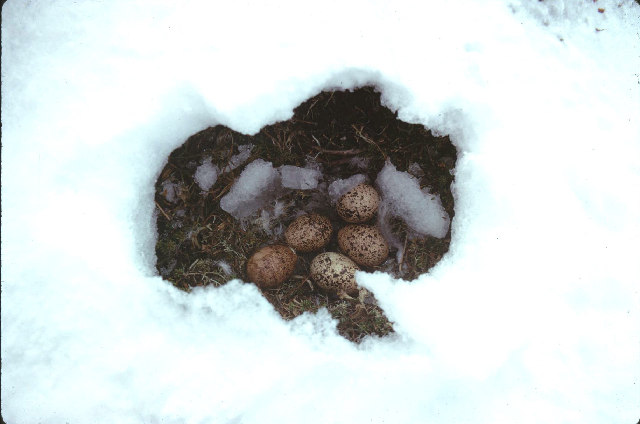
Nest van het alpensneeuwhoen met vijf eieren